# Nervieux
Nervieux là một xã trong tỉnh Loire miền trung nước Pháp.